# Adiós amor
Adiós amor es el sexto álbum y tercero grabado con Ariola de la cantante mexicana-estadounidense Marisela. Fue grabado en 1992.
«Te devuelvo tu apellido» es la canción más reconocida de esta placa, además, la misma Marisela se animó a participar en el disco con tres canciones de su autoría, las cuales son Tonto corazón, Adiós amor y Nunca olvidaré, también muy recordadas, consecuentemente, sería el último álbum en el que participaría compositores de la talla de Xavier Santos, y al finalizar la promoción, Marisela tomaría un descanso y dedicarle tiempo a su hija, el álbum vendió 1 millón de copias.

## Lista de canciones
1. Ámame 3:06 (Xavier Santos)
2. Adiós amor 3:40 (Marisela)
3. Me desperté llorando 3:33 (Leo Dan)
4. Te devuelvo tu apellido 4:51 (Eloy Monrouzeau)
5. Porque amo la música 4:25 (Adrian Posse)
6. Nunca olvidaré 3:34 (Marisela)
7. Tonto corazón 3:52 (Marisela)
8. Amor tan mío 4:23 (Víctor Yuñez Castillo)
9. Ven acércate un poco 4:40 (TOommy Boyce, Wes Farrel, Bobby Hart)
10. Si de mí te alejas 3:28 (Kiko Campos, Fernando Riba)